# Jean IV le Jeûneur
Pour les articles homonymes, voir Jean IV.
Jean IV le Jeûneur ou Jean IV Nesteutès fut patriarche de Constantinople du 12 avril 582 au 2 septembre 595.

## Biographie
Né dans le premier tiers du VIe siècle, il eut d'abord, selon Nicéphore Calliste Xanthopoulos, une formation d'artisan dans la petite métallurgie, peut-être dans le monnayage. Sous Jean III Scholastique, il devint « sacellaire », c'est-à-dire responsable des finances de la cathédrale Sainte-Sophie, et l'un des principaux diacres du patriarcat. Il était célèbre pour ses pratiques ascétiques, notamment pour les jeûnes qu'il s'imposait, et pour sa charité envers les pauvres de la ville.
Comme patriarche, selon le monophysite Jean d'Éphèse, il se montra partisan de la tolérance envers les chrétiens hétérodoxes : « Comment pourrais-je persécuter des chrétiens, disait-il, qui se montrent irréprochables dans leur christianisme ? » En revanche, il était très intolérant envers les présumés païens : en une occasion il réclama même, contre l'avis de l'empereur, la peine de mort contre un apostat.
En 590, selon Jean de Nikiou, il s'opposa à ce que les Byzantins aident le prétendant perse Khosro, quelque avantage qu'ils puissent en retirer, car il était accusé de parricide.
Les historiens latins retiennent surtout du personnage la querelle qui l'opposa à la papauté : dans un jugement synodal concernant le procès intenté au patriarche Grégoire Ier d'Antioche (587), il se fit appeler « patriarche œcuménique » ; le pape Pélage II lui adressa une lettre de protestation, et son successeur Grégoire Ier accorda à cette affaire la plus grande importance. En juin 595, ce dernier écrivit aux patriarches d'Alexandrie et d'Antioche que Jean avait tenté d'usurper le titre d'« évêque universel ». 

## Œuvres conservées
- CPG 7555-7560.

## Liens
- Ressource relative à la religion :   - Dictionnaire de spiritualité
- Notices dans des dictionnaires ou encyclopédies généralistes :   - Britannica
  - Deutsche Biographie
  - Larousse
  - Treccani
- Notices d'autorité :   - VIAF
  - IdRef
  - GND
  - Espagne
  - Pologne
  - NUKAT